# Amsterdam Baroque Orchestra & Choir

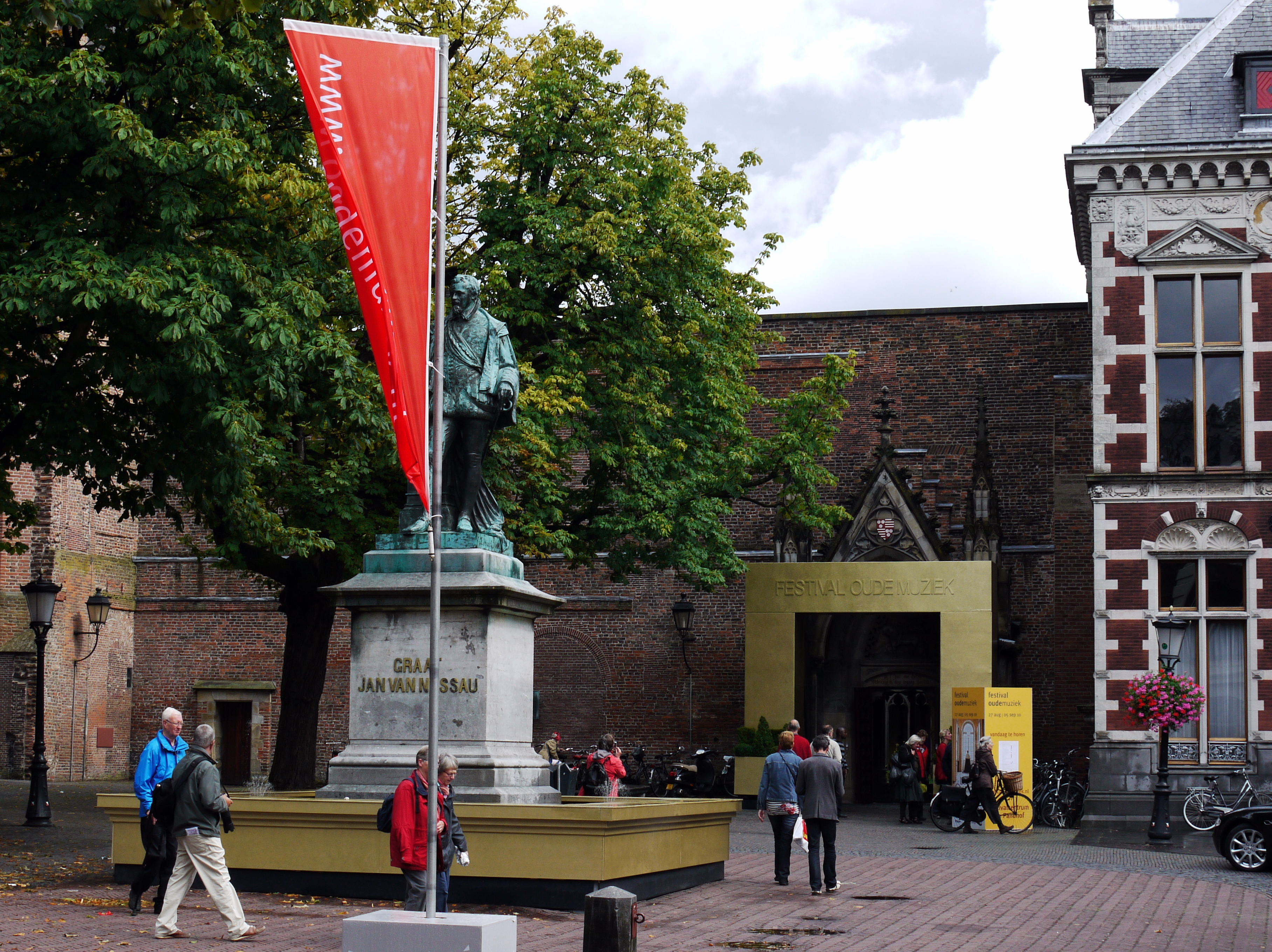
Entrada del Festival Oude Muziek Utrecht, 2010.

Amsterdam Baroque Orchestra & Choir es una agrupación orquestal y coral neerlandesa con sede en Ámsterdam. Fue creada en dos etapas por el director de orquesta, organista y clavecinista Ton Koopman. Fundó la Amsterdam Baroque Orchestra en 1979 y el Amsterdam Baroque Choir en 1992.

## Historia
En el primer concierto, el coro y la orquesta estrenaron dos obras de Heinrich Ignaz Biber: Requiem (para 15 voces) y Vespers (para 32 voces), en la edición de 1992 del Festival Oude Muziek Utrecht o Festival de Música Antigua de Utrecht.

### Bach Cantatas
En 1994, Koopman se embarcó en un proyecto de diez años: dirigir a la agrupación en interpretaciones, algunas grabadas, de las obras completas de música vocal de Johann Sebastian Bach. Las más de 200 cantatas del músico alemán fueron grabadas en 22 volúmenes: primero con el sello Erato, y, desde el 2003, con Challenge/Antoine Marchand Records (sello del propio Koopman). donde además se han reeditado los volúmenes anteriores.
Entre los solistas para este proyecto se encontraban:
Sopranos
- Els Bongers: neerlandesa formada en el Conservatorio de Ámsterdam.
- Ruth Holton (n. 1961): inglesa formada en el Clare College.
- Lisa Larsson (n. 1967): sueca que empezó como flautista y después estudió canto en Basilea.
- Marlis Petersen
- Sandrine Piau
- Dorothea Röschmann
- Sibylla Rubens (n. 1970): alemana formada en la Staatliche Hochschule für Musik Trossingen.
- Barbara Schlick (n. 1943): alemana, formada en la Hochschule für Musik Würzburg y profesora de canto.
- Caroline Stam: neerlandesa formada en el Conservatorio de Ámsterdam (miembro del coro desde el principio).
- Deborah York (n. 1964): inglesa que también tiene la nacionalidad alemana, y estudió piano y canto, después musicología en la Universidad de Mánchester y alumna también de la Guildhall School of Music and Drama.
- Ruth Ziesak (n. 1963): alemana formada en la Hochschule für Musik und Darstellende Kunst Frankfurt am Main (Escuela de Música y Artes Escénicas de Fráncfort del Meno).
- Johannette Zomer: neerlandesa formada en el Conservatorio de Ámsterdam.

Mezzosopranos, contraltos y contratenores
- Bogna Bartosz: contralto y mezzosoprano polaca, formada en la Universidad de las Artes de Berlín.
- Michael Chance
- Franziska Gottwald: mezzosoprano alemana.
- Bernhard Landauer (n. 1970): contratenor austriaco.
- Elisabeth von Magnus, Condesa Elisabeth Juliana de la Fontaine und d'Harnoncourt-Unverzagt (n. 1954): mezzosoprano austriaca, hija del director Nikolaus Harnoncourt y la violinista Alice Harnoncourt (n. 1930).
- Annette Markert: mezzosoprano y contralto alemana.
- Andreas Scholl
- Nathalie Stutzmann
- Kai Wessel (n. 1964): contratenor alemán.

Tenores
- Paul Agnew
- Jörg Dürmüller (n. 1959): tenor suizo.
- James Gilchrist: tenor británico formado en el Coro del New College y en el Coro del King's College.
- Guy de Mey (n. 1955): tenor belga.
- Christoph Prégardien
- Gerd Türk: tenor alemán formado en la Schola Cantorum Basiliensis.

Bajo
- Klaus Mertens

### Dieterich Buxtehude: Opera Omnia
En el 2005, comenzaron el proyecto Dieterich Buxtehude – Opera Omnia, consistente en grabar las obras completas de Dieterich Buxtehude.
Para ese proyecto se contó con los siguientes cantantes:
Sopranos
- Bettina Pahn
- Miriam Meyer, Siri Thornhill: soprano noruega.
- Orlanda Velez Isidro (n. 1972): soprano de coloratura portuguesa.

Contraltos y contratenores
- Robin Blaze (n. 1971): contratenor formado en el Royal College of Music.
- Patrick Van Goethem (n. 1969): contratenor belga.
- Hugo Naessens
- Daniel Taylor (n. 1969): contratenor canadiense.

Tenor
- Andreas Karasiak (n. 1968): tenor alemán, formado en la Universidad de Maguncia, y en la Schola Cantorum Basiliensis con René Jacobs.

Bajo
- Donald Bentvelsen.

Han actuado en salas de conciertos como el Concertgebouw de Ámsterdam, el Barbican Centre de Londres, el Konzerthaus de Viena, el Lincoln Center de Nueva York y el Tokyo Metropolitan Art Space de Tokio.